# Josef Šíma (kněz)
Josef Šíma (28. října 1889 Smíchov – 16. listopadu 1970 Děčín) byl český katolický kněz, církevní právník, emeritní profesor bohoslovecké fakulty Karlovy univerzity v Praze a děkan fakulty.

## Život
Narodil se na Smíchově u Prahy a tam také vychodil reálné a vyšší gymnázium. Maturoval 7. července 1908. Dále studoval na české teologické fakultě c. k. Karlo-Ferdinandovy university v Praze s absolutoriem v roce 1912. Následně byl v roce 1912 vysvěcen na kněze a začal působit v pastoraci. Dne 24. května 1919 byl jmenován adjunktem na české bohoslovecké fakultě c. k. Karlo-Ferdinandovy university v Praze na dobu od 1. října 1918 do 30. září 1920. Dne 11. srpna 1920 byl opět jmenován adjunktem na teologické fakultě Karlovy university v Praze na dobu 1. října 1920 do 30. září 1922. Na této fakultě získal doktorát teologie a promoval 24. dubna 1921. Jeho disertační práce nese název: „Historia Innocentii III tituli acto“. Poté začal působit jako středoškolský profesor a zároveň začal studovat na právnické fakultě Karlovy univerzity v Praze, kde promoval 21. března 1931. Se studiem pokračoval v Římě na papežské univerzitě Pontificium Athenaeum ad St. Apolinarem v letech 1931–1932. Poté na bohoslovecké fakultě univerzity v Mnichově v letním semestru 1934–1935. Dne 10. září 1932 byl pověřen na teologické fakultě Karlovy univerzity v Praze suplováním církevního práva s platností od 1. října 1932. Zde také 22. června 1934 měl habilitaci k docentuře pro obor církevního práva, která byla schválena 24. července 1934. Název spisu je: „O konkordátním právu a o konkordátech po světové válce“. Dále byl na teologické fakultě Karlovy univerzity jmenován mimořádným profesorem pro obor církevního práva, s účinností od 1. října 1937 poté co napsal spis: „Úcta mučedníků v prvních staletích. Příspěvek k dějinám kanonizace do roku 1000“.
Od 1. srpna 1940 do 31. května 1945 byl dán, v souvislosti s děním v Protektorátu Čechy a Morava, na dovolenou. Dne 5. února 1946 byl pražskou teologickou fakultou aktivován s účinností k 1. červnu 1945. Řádným profesorem pro obor církevního práva na teologické fakultě Karlovy univerzity byl jmenován dne 14. května 1946 s účinnosti od 1. června 1946. V akademickém roce 1946–1947 se na téže fakultě stal děkanem. Přestože doklad o jmenování řádným profesorem církevního práva na Římskokatolické Cyrilometodějské teologické fakultě v Praze nebyl nalezen, má se za to, že byl jmenován dne 2. října 1950 s účinností od 1. září 1950. Výuce se věnoval do konce akademického roku 1950–1951 a poté odešel na zdravotní dovolenou. V říjnu 1951 byl pensionován a jeho působení na teologické fakultě bylo ukončeno. Zemřel 16. listopadu 1970 v Děčíně, pohřben byl v Praze na Vyšehradě.